# Мархалівка
Ма́рхалівка — село в Україні, у Фастівському районі Київської області. Населення становить 1316 осіб. Розташоване за 2 км на схід від автостради М05, за 2 км на захід від села Іванковичі. Відстань до Києва близько 15 км, до Василькова — 7 км.

## Назва
1. За версією краєзнавця XIX століття Лаврентія Похилевича назва села походить від імені монаха Маркела, який керував монастирською пасікою у липовому гаю на місці села на початку XVIII сторіччя.
2. «За часів польського володарювання, до 1656 року, землі села належали польському маршалику Будаївського повіту Київського воєводства, як оплата за виконання обов'язків повітового маршалка» — більш логічна версія походження назви села, як і багато інших топонімів в Україні, у тому числі, мала витоки як правило від власника, у даному випадку за посадою (Маршалик — Маршалівка — Мархалівка).

## Історія
Поблизу села знаходяться три стародавніх поселення періоду ранньої залізної доби.
Уперше у історичних джерелах згадується як Мархелювка в універсалі Івана Мазепи 22 липня 1690 року про передачу деяких сіл Київщини Київській митрополичій кафедрі (Софійському монастирю): «Рославичі, Малая Бугаивка, Снітинка і прочиї, Крушинка, Мархелювка…» Дослідник XIX століття митрополит Євгеній (Болховитинов) згадував також 1689 рік, але, ймовірно, помилково.
Село Мархалівка згадується як Мархеловка в описі земель київського Софіївського монастиря, складеному 1776 року, після першого поділу Польщі 1772 року.
За часів польського володарювання, до 1656 року, землі села належали польському маршалику Будаївського повіту Київського воєводства, як оплата за виконання обов'язків повітового маршалка.
За часів Російської імперії село належало до Глеваської волості, Київського повіту.
У 1864 році в селі було 305 мешканців.
У 1887 — вже було 515 жителів.
У 1900 році в Мархалівці жило 663 особи (321 чоловік та 342 жінки), було 122 двори.
У 2009 році жителі села відсвяткували його 320-річчя (отже, роком заснування взято 1689 рік).
У 2013 році було освячено церкву Успіння Богородиці.
4 та 15 березня 2022 року під час російського вторгнення було нанесено авіаудари по селу. Щонайменше 3 авіабомби потрапили в житлову забудову, спричинивши руйнування та загибель жителів, деяка кількість бомб влучила в об'єкт військової інфраструктури.
У ніч на 25 травня 2025 року через атаку російських безпілотників у селі було практично зруйновано вулицю Шевченка. Пошкоджено 22 приватні будинки, є постраждалі. Загинув доцент НУБіП М. Ліхтер

## Школа
У селі діє Мархалівська гімназія. Проєкт Мархаліаської школи розробив 1921 року архітектор Павло Альошин.

## Населення

### Мова
Розподіл населення за рідною мовою за даними перепису 2001 року:
| Мова       | Відсоток |
| ---------- | -------- |
| українська | 95,99 %  |
| російська  | 3,53 %   |
| інші       | 0,48 %   |

## Відомі люди

### Народжені
- Петренко Олексій Андрійович (нар. 1941) — український художник
- Грецький Руслан Федорович (1976—2014) — прапорщик Збройних сил України, учасник російсько-української війни, кавалер ордена «За мужність» III ступеня.
- Тимченко Митрофан П. — кавалер трьох орденів Слави

### Поховані
- Куєвда Володимир Терентійович (1944—2011) — український етнопсихолог, етнограф, педагог та громадський діяч. Дослідник феномену історичної пам'яті як теоретичної проблеми.
- Шпак Марко Валентинович (1988—2014) — старший прапорщик Служби безпеки України, співробітник підрозділу СБУ «Альфа», оперативний водій, кавалер ордена Богдана Хмельницького III ступеня.